# Stopplaats Poortershaven
Poortershaven is een voormalige stopplaats tussen Hoek van Holland en Maassluis aan de Hoekse Lijn. De stopplaats lag bij de Poortershaven en was open van 1 oktober 1904 tot 5 augustus 1946. De halte is geopend op verzoek van de ondernemer J. de Poorter die de haven exploiteerde. De afspraak bestond met de Nederlandse Spoorwegen dat eventuele exploitatietekorten door het bedrijf zouden worden betaald.